# 兵庫県立西宮甲山高等学校
兵庫県立西宮甲山高等学校（ひょうごけんりつにしのみやかぶとやまこうとうがっこう）は、兵庫県西宮市鷲林寺字剣谷にあった県立高等学校。
略称は甲高（）。
2025年度より、兵庫県立西宮北高等学校と統合し、兵庫県立西宮苦楽園高等学校となることが発表された。発表は2022年（令和4年）7月14日に兵庫県教育委員会より。11月17日には、旧西宮北高の校地に統合校が設置されることが決定した。

## 概要
- 校訓　基（もとい）「己を極み　ふれあいの中に　明日を拓く」
- 全国高等学校クイズ選手権　全国大会3位（第3回大会）
- 山奥にあり、ほとんどの生徒がバス通学を強いられており、本数も少ないため、交通が不便である。
- 六甲山系の中腹にあるため、市南部より、阪急バスと阪神バスで通学する生徒が殆どである。2社のバスの内、どちらかでも（地面の凍結等により）運転を見合せると、通学に支障が出るため休校となる。

## 沿革
- 1983年（昭和58年）4月 - 開校。
- 2022年（令和4年）7月14日 - 兵庫県立西宮北高等学校との統合が発表される[1]。
- 2022年（令和4年）11月17日 - 2025年度に開校する統合校は兵庫県立西宮北高等学校の校地を使用することが決定[2]。

## 設置学科
- 全日制
  - 普通科 - 将来、保育士・幼稚園教諭・小学校教諭を目指す生徒を集めた教育総合類型（定員30名）がある。1クラスは通常40名のところを34名とし、少人数教育を実施している。

## 著名な出身者
- 石川英郎（声優）
- 松本美香（お笑い芸人）
- 澪うらら（元宝塚歌劇団雪組）
- 戸澤陽（プロレスラー/WWE）
- 吉川隆弘（ピアニスト）
- 福王忠世（プロサッカー選手/藤枝MYFC所属）